# Ацил-КоА-дегидрогеназа жирных кислот с очень длинной цепью
Ацил-КоА-дегидрогеназа жирных кислот с очень длинной цепью (VLCAD, сокр. от англ. Very long chain acyl-CoA dehydrogenase)  — один из нескольких митохондриальных ферментов (КФ 1.3.8.9)  из семейства ацил-КоА-дегидрогеназы (класс оксидоредуктазы). Систематическое название Ацил-КоА-дегидрогеназы жирных кислот с очень длинной цепью: Электрон-переносящий флавопротеин 2,3-оксидоредуктаза. Относится к FАD-зависимым ферментам (акцептор флавопротеин), где простетической группой служит FAD. 
Ген, кодирующий фермент у человека — ACADVL локализован на 17-й хромосоме.
Фермент катализирует следующую реакцию:
Ацил-КоА жирной кислоты с длинной цепью + электронпереносящий флавопротеин {\displaystyle \rightleftharpoons } транс-2,3-дегидроксиацил-КоА жирной кислоты + восстановленный электронпереносящий флавопротеин
Участвует в процессе митохондриального β-окисления жирных кислот, цепь которых содержит по 14-20 атомов углерода (С14—С20).